# Cornhole
Cornhole, còn được gọi là corn toss (tiếng Anh của "cuộc ném ngô") hay bean bag toss ("cuộc ném bao đậu"), là một trò chơi tại Hoa Kỳ. Những người chơi lần lượt ném bao nhỏ đựng ngô (hay đựng đậu) lên một chiếc bàn thấp có lỗ thủng ở cách đó một khoảng cách nhất định. Ném một bao vào lỗ được thì được ba điểm, và ném lên trên bàn thì được một điểm. Cuộc chơi tiếp diễn đến khi có một người đạt 21 điểm. Trò chơi này có lẽ là bắt nguồn từ những người dân ở những khu phía tây của Cincinnati, tuy nhiên ở nhiều vùng khác người ta nói không phải vậy. Có thể kiếm thấy Cornhole ở nhiều hội chợ, nhưng trò chơi này vẫn được chơi nhiều hơn ở nhà với bạn bè.